# Iwin
Iwin [ˈivin] (trước đây Đức Elfenbusch) là một ngôi làng ở quận hành chính của Gmina Grzmiąca, trong Szczecinek County, Zachodniopomorskie, ở tây bắc Ba Lan. Nó nằm khoảng 19 kilômét (12 mi) về phía tây bắc của Szczecinek và 135 km (84 mi) về phía đông của thủ đô khu vực Szczecin.
Trước năm 1945, khu vực này là một phần của Đức. Đối với lịch sử của khu vực, xem Lịch sử của Pomerania.
Ngôi làng có dân số 265 người.